# Dobroć

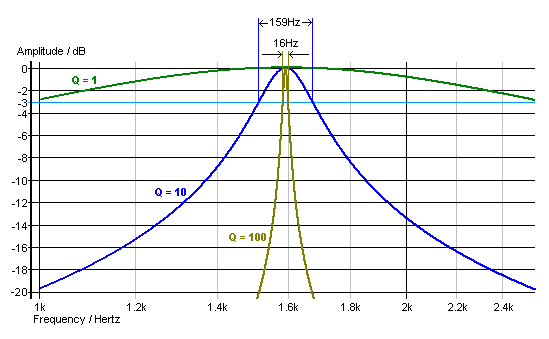
Zależność krzywej rezonansowej od dobroci układu drgań

Dobroć (symbol: Q) – wielkość charakteryzująca ilościowo układ rezonansowy. Określa, ile razy amplituda wymuszonych drgań rezonansowych jest większa niż analogiczna amplituda w obszarze częstości nierezonansowych.
Dobroć wyraża się wzorem:
{\displaystyle Q=2\pi {\frac {E_{d}}{E_{s}}}=2\pi f_{r}{\frac {E_{d}}{P}},}
gdzie:
{\displaystyle E_{d}} – energia drgań,
{\displaystyle E_{s}} – energia tracona w jednym okresie drgania,
{\displaystyle f_{r}} – częstotliwość rezonansowa układu drgań,
{\displaystyle P} – średnia moc tracona przez układ.
Dobroć określa szerokość połówkową krzywej rezonansowej:
{\displaystyle \Delta f={\frac {f_{0}}{Q}},}
gdzie:
{\displaystyle \Delta f} – różnica częstotliwości, dla których energia drgań jest równa połowie energii maksymalnej występującej dla częstotliwości {\displaystyle f_{0}.}

## Obwody elektryczne
Dla cewki o indukcyjności L dobroć wynosi:
{\displaystyle Q_{L}={\frac {X_{L}}{R_{L}}}={\frac {\omega _{0}L}{R_{L}}},}
gdzie:
{\displaystyle \omega _{0}} – częstość zmian prądu w radianach na sekundę,
{\displaystyle X_{L}} – induktancja cewki,
{\displaystyle R_{L}} – zastępcza szeregowa rezystancja cewki.
Dla kondensatora o pojemności C dobroć wyraża się wzorem:
{\displaystyle Q_{C}={\frac {X_{C}}{R_{C}}}={\frac {1}{\omega _{0}CR_{C}}},}
gdzie:
{\displaystyle \omega _{0}} – częstość zmian prądu w radianach na sekundę,
{\displaystyle X_{C}} – kapacytancja kondensatora,
{\displaystyle R_{C}} – zastępcza szeregowa rezystancja kondensatora.
W obwodzie szeregowym zawierającym cewkę i kondensator:
{\displaystyle Q={\frac {1}{R}}{\sqrt {\frac {L}{C}}}={\frac {\omega _{0}L}{R}},}
gdzie:
{\displaystyle R} – zastępcza szeregowa rezystancja układu.
W obwodzie równoległym zawierającym cewkę i kondensator:
{\displaystyle Q=R{\sqrt {\frac {C}{L}}}={\frac {R}{\omega _{0}L}},}
gdzie:
{\displaystyle R} – zastępcza równoległa rezystancja układu.